# Attaca
Attaca ou Attacca, (impératif de l'italien « attaccare » signifiant « attaquer ») est un terme musical parfois rencontré sur les partitions dans l'expression attaca subito (« attaquez immédiatement »), qui indique à l'interprète qu'il faut enchaîner le mouvement suivant sans interruption (ou après un très court silence), en adoptant aussitôt le nouveau tempo. On trouve également le terme attaca subito seguente qui signifie « attaquez immédiatement le suivant ».
Parmi de multiples exemples chez Beethoven où se trouve un attacca subito : 
- la Symphonie no 5, à la fin du troisième mouvement.
- à la fin de l'Andante de la Sonate op. 57.
- De même, à la fin de l'Adagio un poco mosso du Cinquième concerto pour piano, Beethoven fait enchaîner le Rondo en indiquant « Attacca ».

## Autres
- Attacca est une œuvre pour deux trompettes en ut et timbales (1991) de Pascal Dusapin.